# Irene Ryan
Pour les articles homonymes, voir Ryan.
Irene Ryan, née Irene Noblett le 17 octobre 1902 à El Paso, Texas (États-Unis) et morte le 26 avril 1973 à Santa Monica (Californie), est une actrice américaine.

## Filmographie

### Court-métrage
- 1936 : Just Plain Folks : Irene
- 1936 : It Happened All Right : Irene
- 1936 : Peaceful Relations : Irene
- 1936 : The Wacky Family : Irene
- 1936 : Modern Home : La femme
- 1937 : The Big Courtship : Irene
- 1937 : His Pest Girl : Irene
- 1937 : Hamlet and Eggs
- 1937 : Will You Stop! : Cleopatra
- 1937 : Heir Today : Irene
- 1940 : Tattle Television
- 1943 : Hold Your Temper : Femme d'Edgar
- 1943 : Indian Signs : Mrs. Kennedy

### Cinéma
- 1941 : Melody for Three : Mrs. Veronica Higby
- 1941 : Unfinished Business de Gregory La Cava : Bit Part
- 1943 : Reveille with Beverly de Charles Barton : Elsie
- 1943 : Sarong Girl : Irene Raynor
- 1943 : Melody Parade : Gloria Brewster
- 1943 : O, My Darling Clementine : Irene (Princess Sheba)
- 1944 : The Sultan's Daughter : Irene
- 1944 : Hot Rhythm : Polly Kane, O'Hara's Wacky Secretary
- 1944 : San Diego I Love You : Sheila Jones
- 1945 : L'esprit fait du swing (That's the Spirit) de Charles Lamont : Bilson
- 1945 : The Beautiful Cheat : Miss Beatrice Kent
- 1945 : Penny cherche un père (That Night with You) de William A. Seiter : Prudence
- 1946 : Le Journal d'une femme de chambre (The Diary of a Chambermaid)  de Jean Renoir : Louise
- 1946 : Little Iodine : Mrs. Tremble
- 1947 : La Femme sur la plage (The Woman on the Beach) de Jean Renoir : Mrs. Wernecke
- 1947 : Heading for Heaven : Molly
- 1948 : Arc de triomphe (Arch of Triumph) de Lewis Milestone : Irate wife
- 1948 : Texas, Brooklyn and Heaven : Opal Cheever
- 1949 : My Dear Secretary : Mary (Waterbury's housekeeper)
- 1949 : An Old-Fashioned Girl : Mrs. Shaw
- 1949 : Monsieur Joe (Mighty Joe Young) : Fille au bar
- 1950 : There's a Girl in My Heart : Mrs. Mullin
- 1950 : The Skipper Surprised His Wife : Mrs. O'Rourke
- 1951 : Madame sort à minuit (Half Angel) de Richard Sale : Kay
- 1951 : Folies de Broadway (Meet Me After the Show) de Richard Sale : Tillie
- 1952 : Bonzo Goes to College (en) : Nancy
- 1952 : The WAC from Walla, Walla : WAC Sgt. Kearns
- 1952 : Barbe-Noire le pirate (Blackbeard, the Pirate) de Raoul Walsh) : Alvina, a lady in waiting
- 1954 : Ricochet Romance : Miss Clay
- 1957 : Spring Reunion (en) de Robert Pirosh : Miss Stapleton
- 1957 : Rockabilly Baby : Eunice Johnson
- 1960 : Desire in the Dust de William F. Claxton : Nora Finney
- 1966 : Don't Worry, We'll Think of a Title de Harmon Jones : Apparition